# Rue Henri-Barbusse (Montfermeil)
Pour les articles homonymes, voir Rue Henri-Barbusse.
La rue Henri-Barbusse est une voie du centre historique de Montfermeil en Seine-Saint-Denis.

## Situation et accès

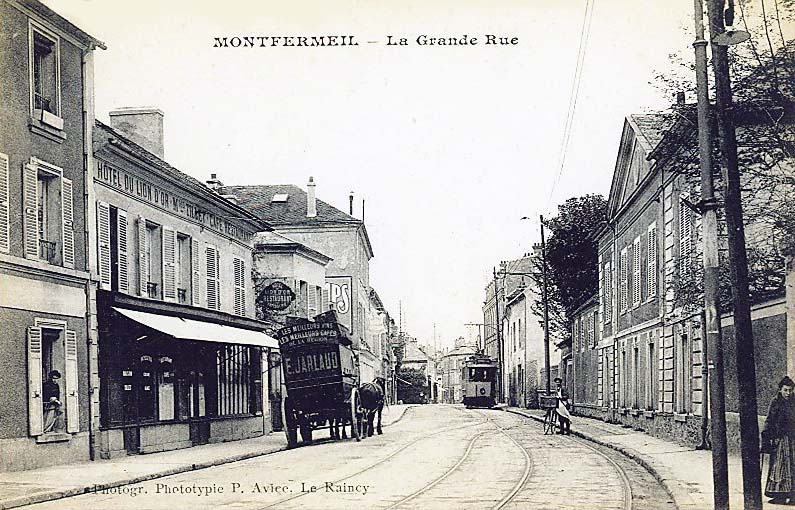
La Grande-Rue à Montfermeil.

Orientée du sud-ouest au nord-est, elle commence son parcours au carrefour de l'avenue Victor-Hugo.Elle marque ensuite le début de la rue de la Fontaine-Jean-Valjean dans sa partie nord, puis de la ruelle de la Fontenelle et de la rue Grange, puis se termine place Jean-Mermoz, important carrefour où se rencontrent la rue de la Tuilerie et la rue du Général-Leclerc.
Elle est desservie par la ligne 4 du tramway d'Île-de-France.

## Origine du nom

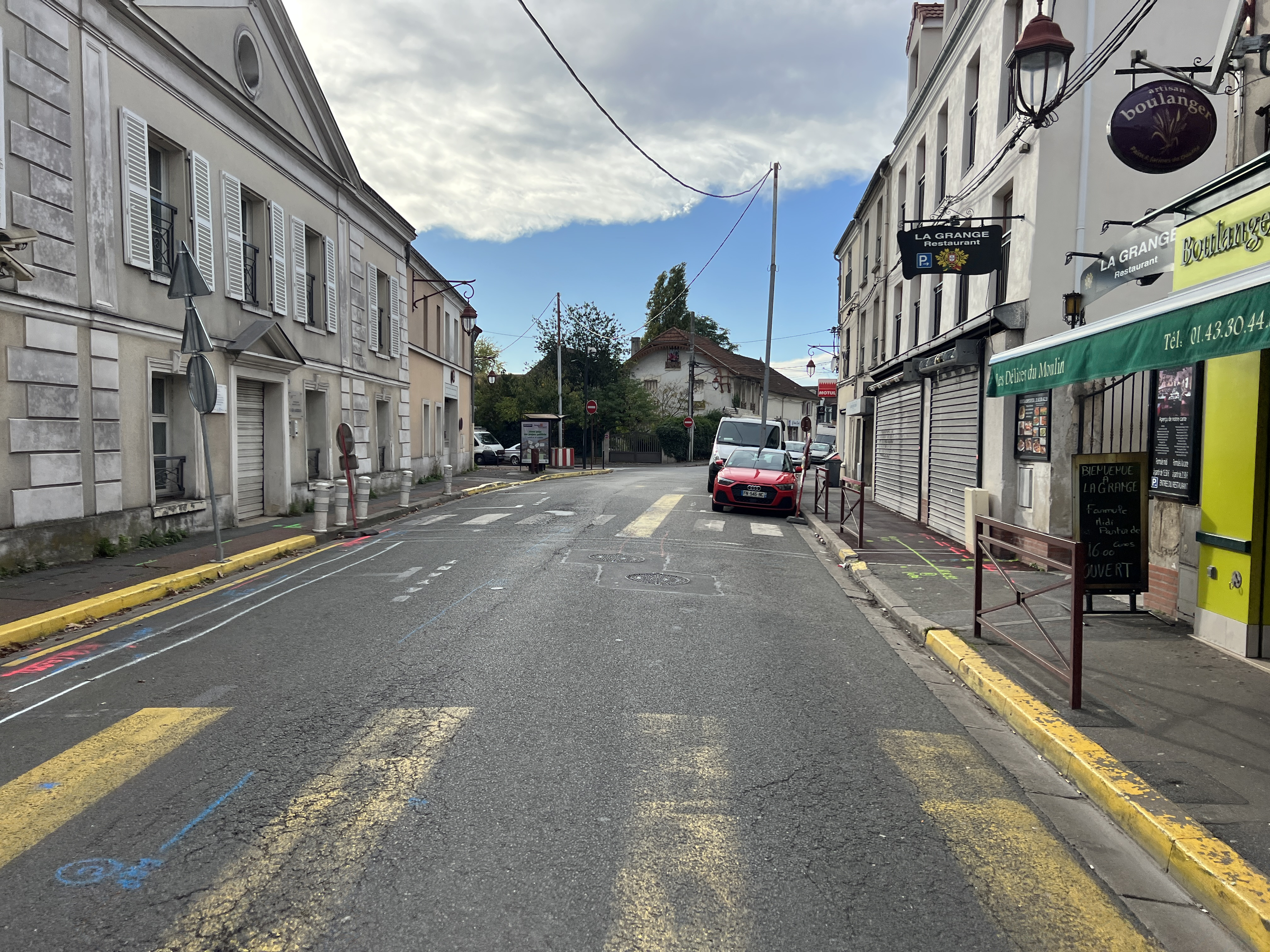
La rue en octobre 2022.

C'est en 1935 que cette rue est renommée en hommage à l'écrivain Henri Barbusse (1873-1935), sur la demande de Daniel Perdrigé, maire de la commune.

## Historique

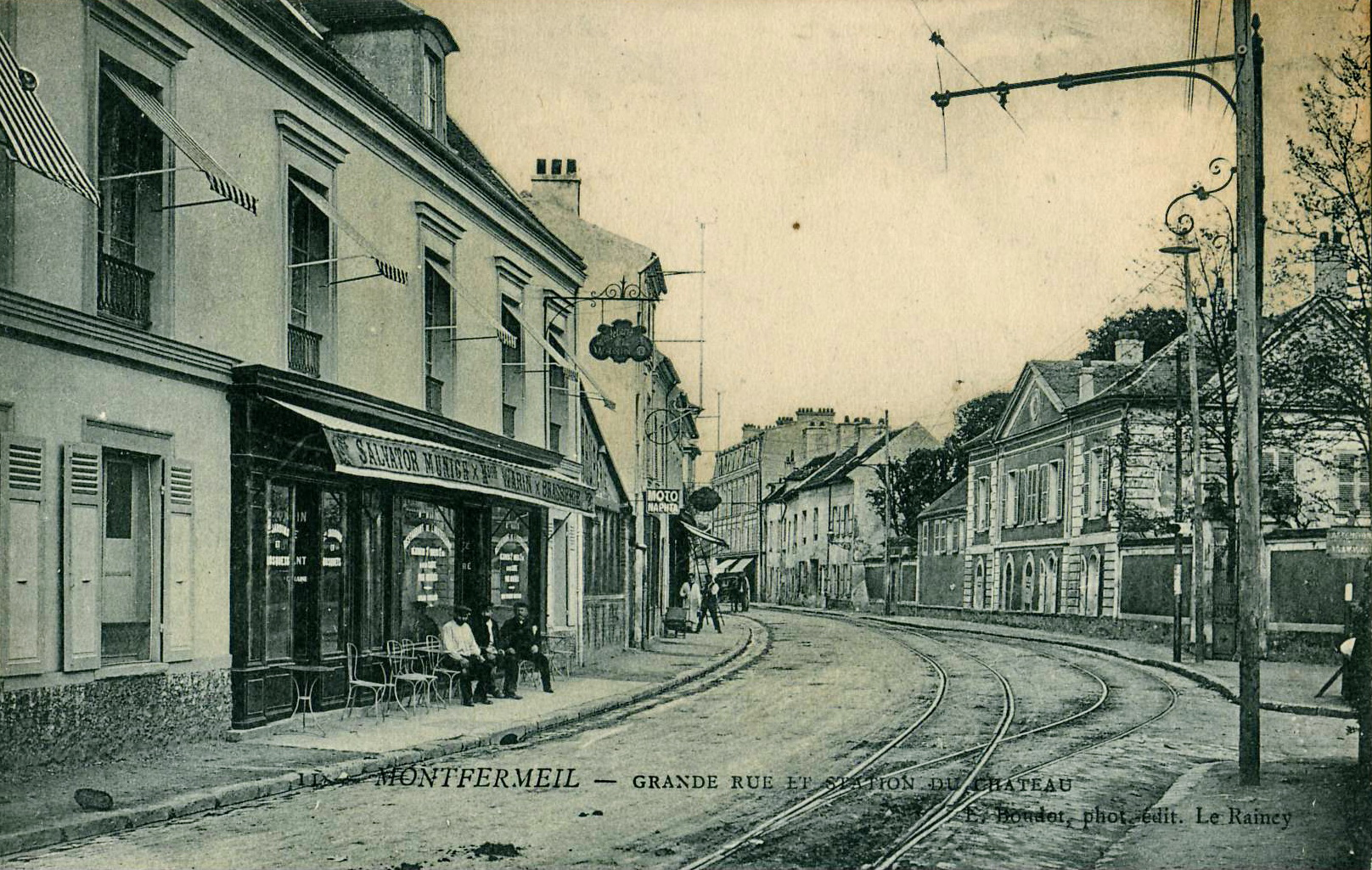
Grande-Rue et station du Château.

Cette voie de communication est l'ancienne Grande-Rue, principal axe de la ville,, où circulait autrefois le tramway du Raincy à Montfermeil. Toutefois, des fouilles archéologiques effectuées en 2019 n'ont pas encore permis de mettre au jour des vestiges au-delà de l'époque contemporaine.
Elle a été réaménagée en 2006 avec la création d’une voirie mixte piétons / véhicules et la plantation d’arbres d’alignement.

## Bâtiments remarquables et lieux de mémoire

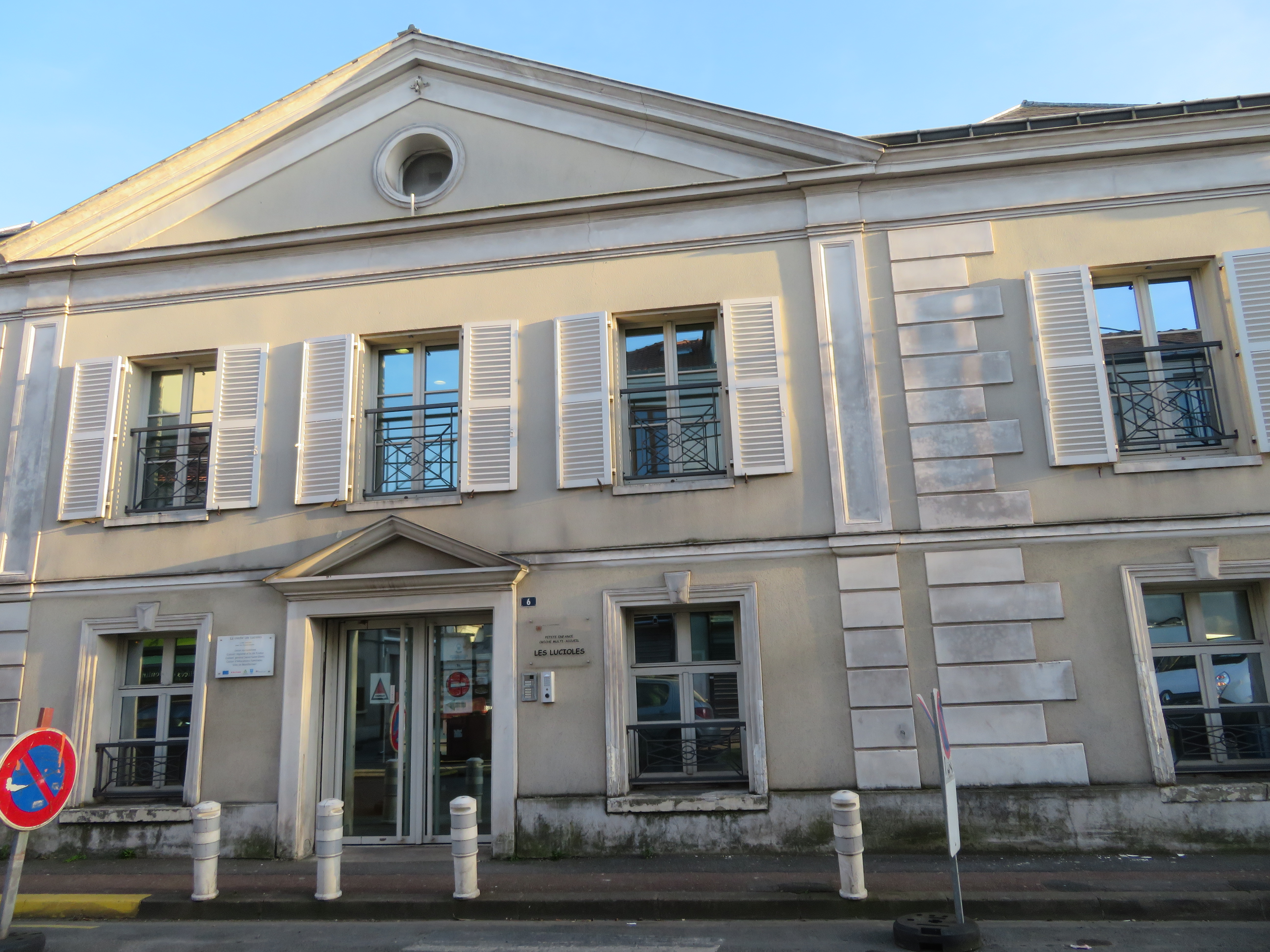
Crèche Les Lucioles, février 2022.

- Emplacement de l'ancienne ferme seigneuriale du château de Montfermeil.
- Au no 4, le Vieux Logis, bâtisse du XVIIIe siècle devenue la première crèche municipale sous l'égide du maire Michel Rosenblatt[5]. Cette crèche existe toujours sous le nom Les Lucioles[6].
- Au no 45, maison de Lucien Noël, datant des XVIIIe siècle et XIXe siècle. Lucien Noël était un historien local[7], notamment auteur de Montfermeil et sa région[8].
- L'hôtel de ville se trouvait au no 47 jusqu'en 1982, année de son déménagement place Jean-Mermoz[9].
- La Grande-Rue est brièvement mentionnée dans le vaudeville de 1827, La Laitière de Montfermeil[10],[11].
- Marie Maillard, belle-sœur du dramaturge Molière, et son frère Nicolas, possédaient dans cette rue une maison reçue en héritage de leurs parents[12].